# Vinland

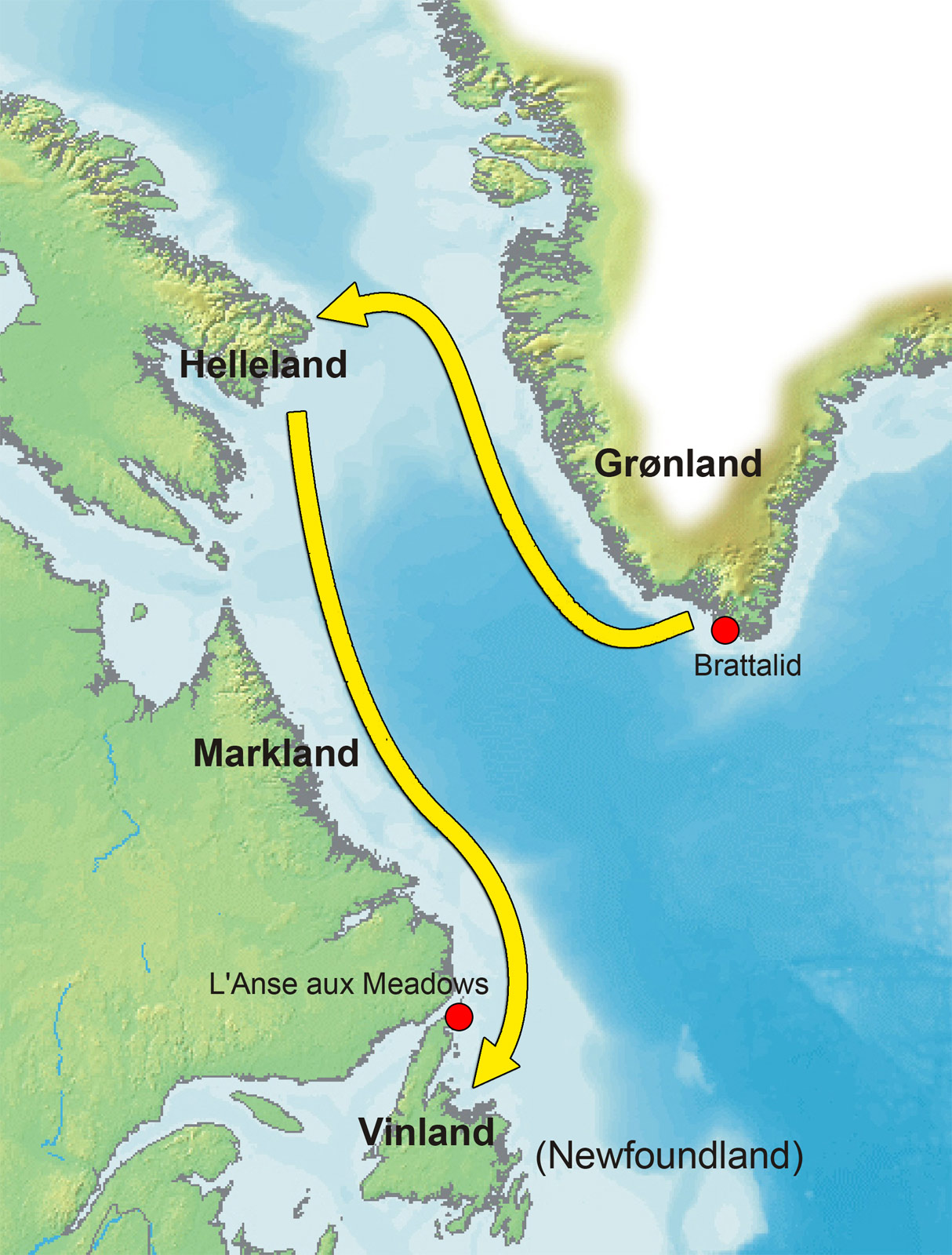
El recorrido que se supone realizaron los nórdicos desde Groenlandia, pasando por Helluland (isla Baffin) y Markland (costa de Labrador) hasta llegar a Vinland.

Vinland, Vineland, Winland, (en nórdico antiguo: Vínland) o Vinlandia fue el nombre dado por el islandés Leif Eriksson a un territorio que exploró por iniciativa propia alrededor del año 1000, en donde fundó un asentamiento que llamó Leifbundir. El lugar es mencionado en las sagas nórdicas, tradiciones orales puestas por escrito en el siglo XIII, que la describen como una tierra en la que viven seres mitológicos (como el monopodo), donde no nieva en invierno y florecen vides con uvas.
La ubicación de Vinland es indeterminada, y durante mucho tiempo fue ampliamente debatida por los investigadores, se ha identificado con diferentes regiones la costa de América Septentrional, algunos de los cuales ubicaron las diversas ubicaciones posibles en un rango geográfico desde Labrador hasta Florida, pero se ha hecho cierto énfasis en la Isla de Terranova y las zonas costeras que se encuentran alrededor del Golfo de San Lorenzo en Nuevo Brunswick y Nueva Escocia, Canadá. Gran parte del contenido geográfico de las sagas corresponde al conocimiento actual de los viajes transatlánticos y de América del Norte.
En 1960 se encontraron algunas evidencias arqueológicas del único sitio de América del Norte (fuera de Groenlandia) atribuido a los nórdicos, en L'Anse aux Meadows, en el extremo norte de la isla de Terranova, que datan del siglo XI casi 500 años antes de los viajes de Cristóbal Colón y John Cabot. Aún se debate qué implicación tendría el antiguo asentamiento en las sagas de los islandeses. Antes del descubrimiento de una evidencia arqueológica en Canadá, Vinland era conocida solo por las sagas nórdicas antiguas y la historiografía medieval.

## Nombre

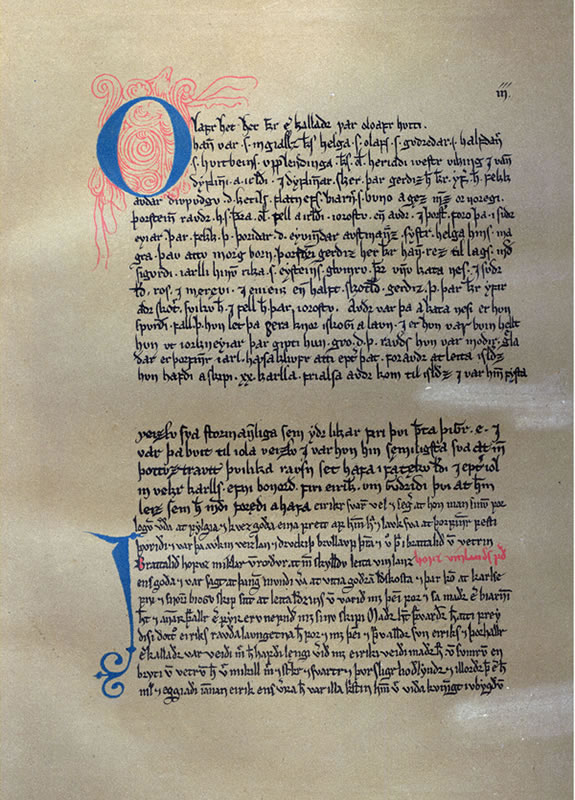
El comienzo de la Saga de Erik el Rojo.

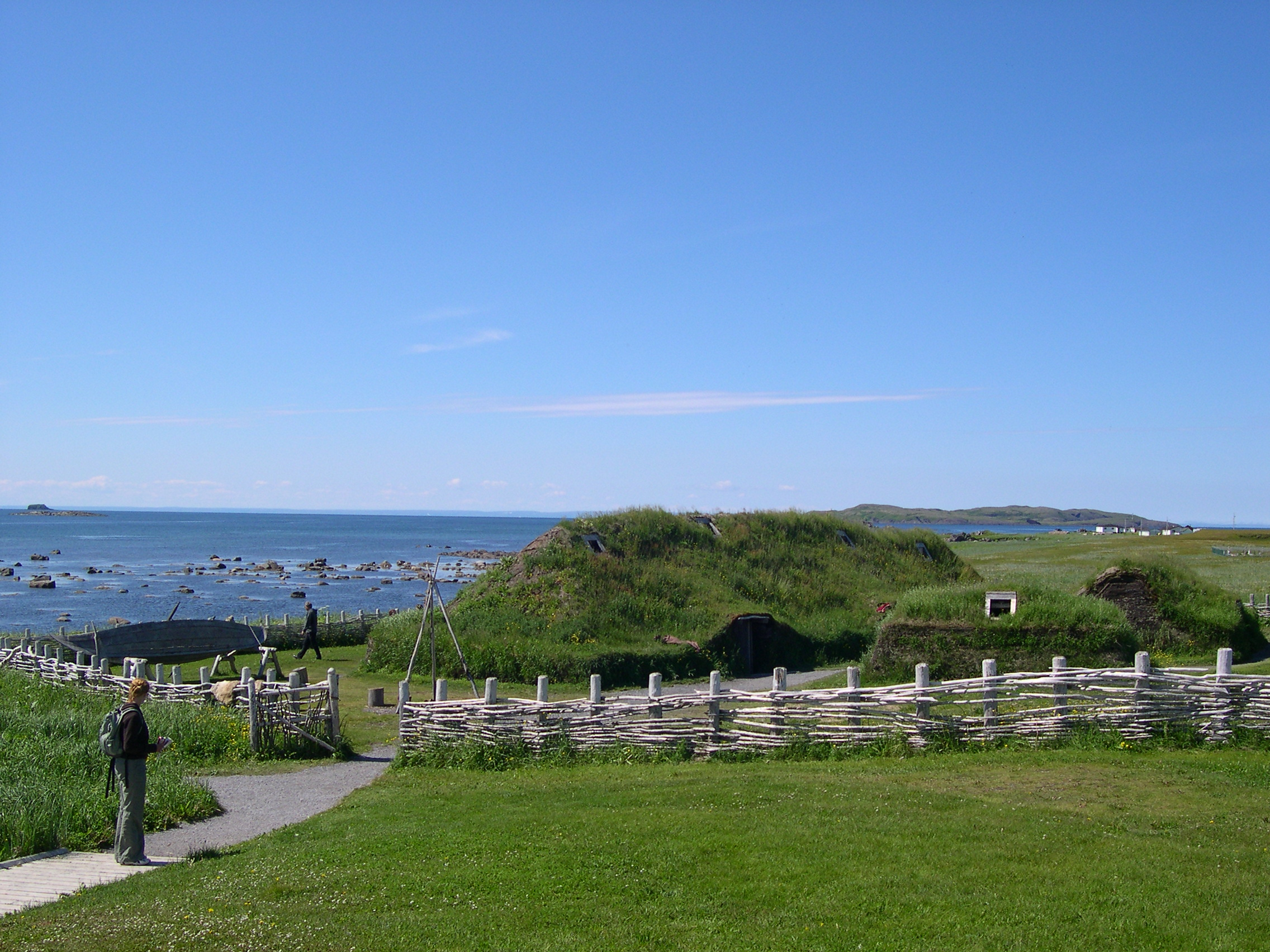
Recreación de una construcción nórdica en L'Anse aux Meadows (al norte de la isla de Terranova), donde antiguamente se erigió el asentamiento. El yacimiento arqueológico fue declarado Patrimonio de la Humanidad por la Unesco en 1978. Existen muchas inconsistencias entre la información arqueológica y lo que narran las sagas nórdicas, lo que no hace posible descifrar si el antiguo asentamiento se ubica en lo que denominaron "Vinland", aún así las pocas piezas de información razonablemente consistentes de los viajes de exploración fue uno de los factores que ayudaron a los arqueólogos a ubicar el sitio.

El primer registro del nombre Vinland o «Winland» se encuentra en la obra de Adán de Bremen Descriptio insularum Aquilonis. El autor obtuvo información del rey danés Svend Estridson, quien era considerado un erudito. Adam implica que contiene el nombre nórdico antiguo vín (del latín vinum) «vino» (traducido como sajón antiguo o antiguo alto alemán Win):

«Además, también ha reportado una isla descubierta por muchos en ese océano, que se llama Winland, por la razón de que las vides crecen allí por sí mismas, produciendo el mejor vino».
 

Esta etimología se conserva en la Saga Grœnlendinga del siglo XIII, que proporciona un relato circunstancial del descubrimiento de Vinland cuyo nombre proviene de «vín-ber», un término para uvas o grosellas, las cuales se encontraban en la región.
La pregunta sobre si el nombre se refiere a las vides reales (como lo indica Adán de Bremen) o solo a las bayas (que los escandinavos solían también fermentar para hacer una especie de «vino») se abordó en un informe de excavación de 2010 en L'Anse aux Meadows. El descubrimiento de nogal blanco americano, en el sitio implica que los nórdicos exploraron Vinland más al sur, al menos hasta el río San Lorenzo y partes de Nuevo Brunswick, el límite norte para las uvas de nogal y silvestre (Vitis riparia).
Otra propuesta para la etimología, fue presentada por Sven Söderberg en 1898 (publicada por primera vez en 1910). Esta sugerencia implica interpretar el nombre del nórdico antiguo no como «tierra del vino» con la primera vocal /iː/, sino como «tierra de vin», con /ɪ/; una vocal corta. Esta última palabra vin (del protonórdico winju) tiene el sentido de «prado, pasto».
Esta interpretación de Vinland como «tierras de pastoreo» en lugar de «tierras de vides» fue aceptada por Valter Jansson en su clásica disertación de 1951 sobre los nombres con vin de Escandinavia, a través de la cual se populariza a finales del siglo XX. Fue rechazada por Einar Haugen (1977), quien argumentó que el elemento vin había cambiado su significado de «pasto» a «granja» mucho antes del período del nórdico antiguo. Los nombres en vin fueron dados en el período proto-nórdico, y están ausentes en los lugares colonizados en la Era Vikinga. La base de Haugen para el rechazo ha sido cuestionada desde entonces.
Hay una piedra rúnica que puede haber contenido un registro del nombre nórdico antiguo que antecede ligeramente a la Winland de Adán de Bremen. La piedra rúnica de Hønen fue descubierta en Norderhov, Noruega, poco antes de 1817, pero posteriormente se perdió. Su evaluación depende de un boceto realizado por el anticuario L.D. Klüwer (1823), ahora también perdido, pero a su vez copiado por Wilhelm Frimann Koren Christie (1838). La inscripción en futhark joven estaba fechada en c. 1010-1050. La piedra había sido erigida en memoria de un noruego, posiblemente descendiente de Sigurd Syr. Sophus Bugge (1902) leyó parte de la inscripción como:
ᚢᛁᚿ᛫(ᛚ)ᛆ(ᛐ)ᛁᚭ᛫ᛁᛌᛆ

uin (l)a(t)ią isa

Vínlandi á ísa

«desde Vinlandia sobre el hielo.»

Esto es altamente incierto; Magnus Olsen (1951) lee la misma secuencia como:
ᚢᛁᚿ᛫ᚴᛆ(ᛚᛐ)ᚭ᛫ᛁᛌᛆ

uin ka(lt)ą isa

vindkalda á ísa

«sobre el hielo ventoso frío».

## Las sagas de los islandeses

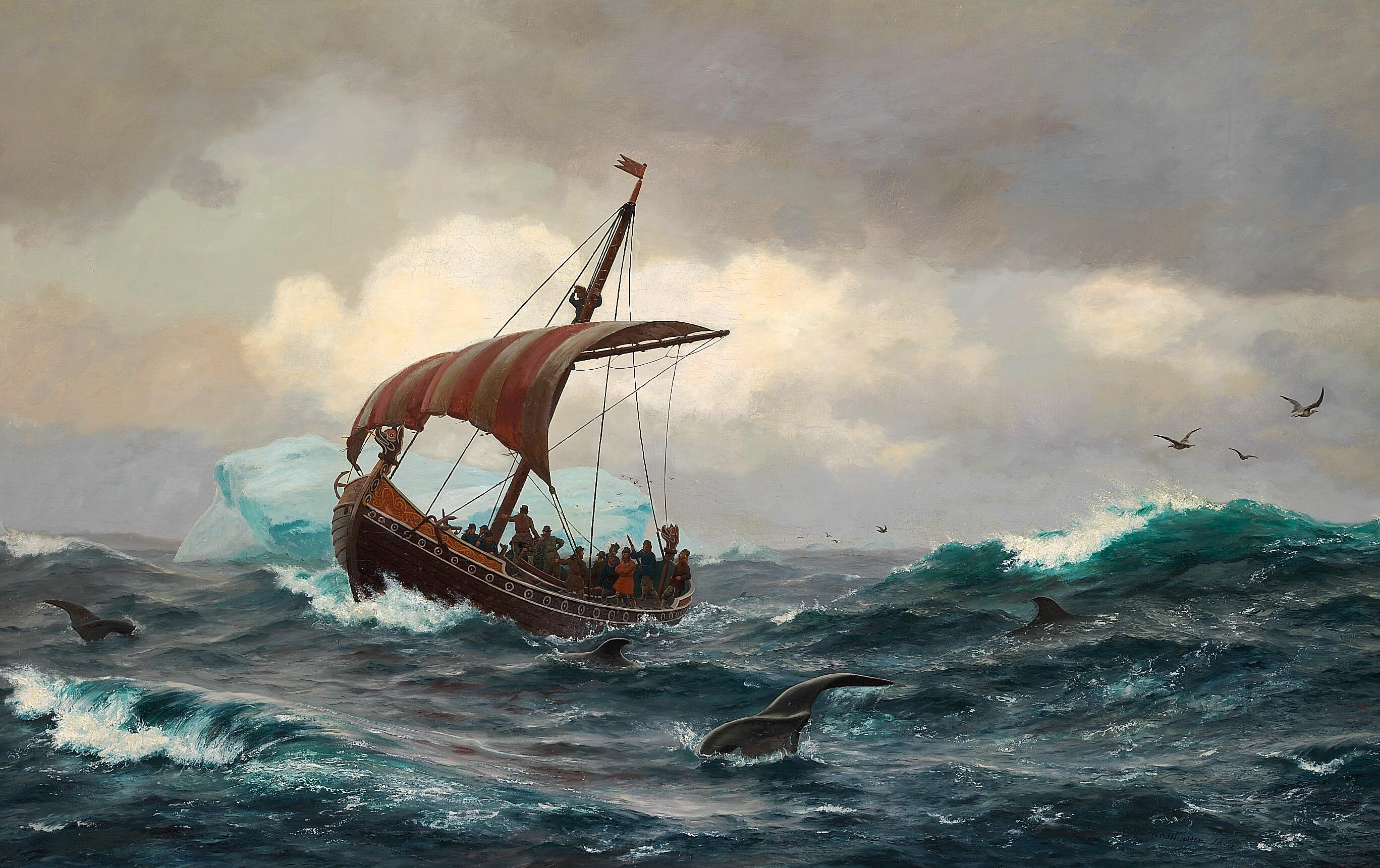
Noche de verano frente a la costa de Groenlandia alrededor del año 1000 elaborado por Carl Rasmussen (1875).

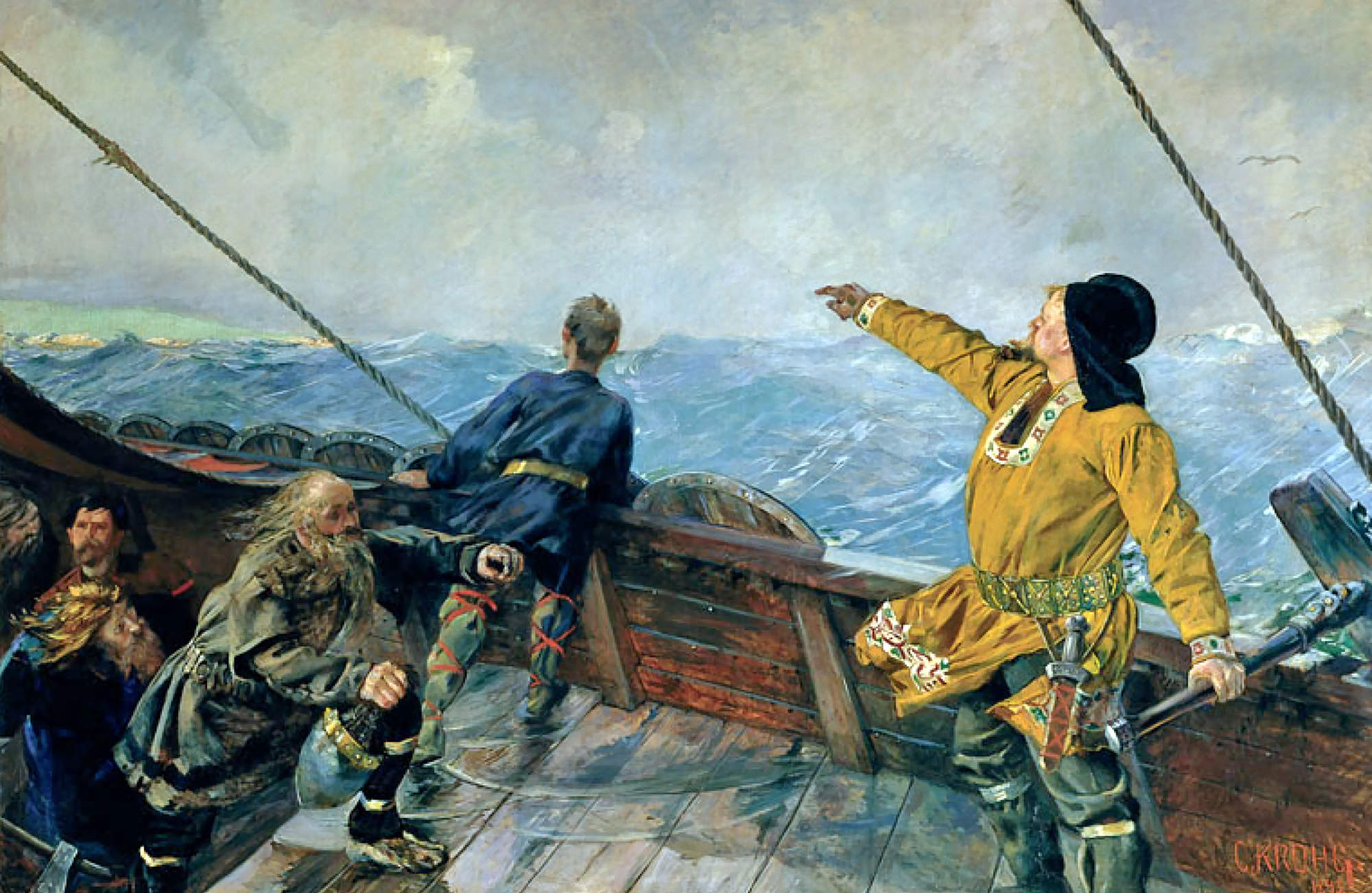
Leiv Eriksson oppdager Amerika («Leif Erikson descubre América») por Christian Krohg (pintor) (1893).

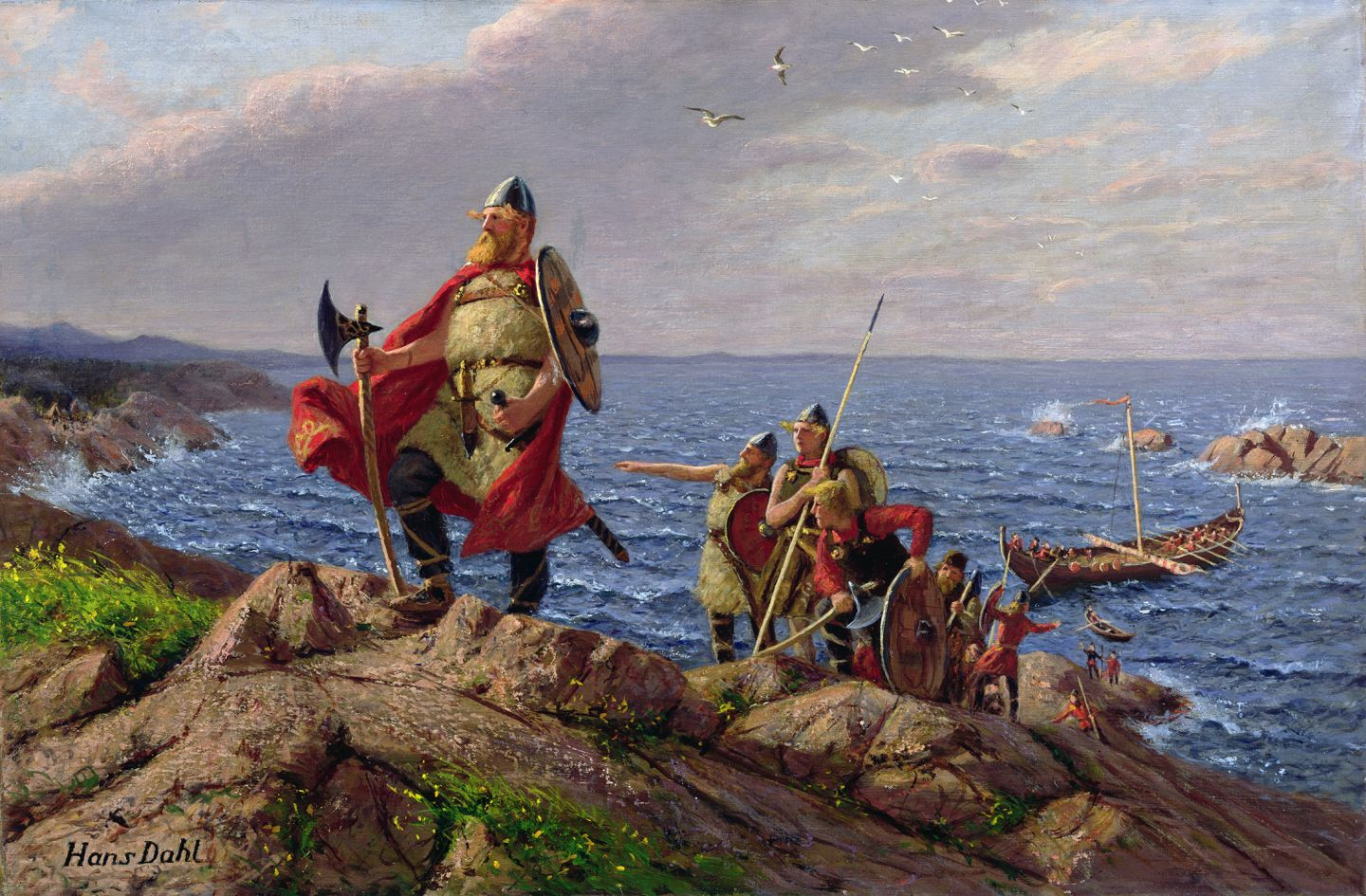
Leif Eriksson Discovers America («Leif Erikson descubre América») por Hans Dahl (1849–1937).

Las principales fuentes de información sobre los viajes nórdicos a Vinland son dos sagas islandesas, la Saga de Eric el Rojo y la Saga de los groenlandeses, que se conocen colectivamente como las Sagas de Vinlandia. Estas historias fueron preservadas por la tradición oral hasta que fueron escritas unos 250 años después de los eventos que describen.
Las sagas informan que un número considerable de vikingos visitaron Vinland. La tripulación de Thorfinn Karlsefni estaba formada por 140 o 160 personas según la Saga de Erik el Rojo, 60 según la Saga de los groenlandeses. Aún según este último, Leif Erikson dirigió una compañía de 35, Thorvald Eiriksson una compañía de 30, y Helgi y Finnbogi tenían 30 tripulantes.
Según la Saga de Erik el Rojo, Þorfinnr «Karlsefni» Þórðarson y una compañía de 160 hombres, yendo al sur desde Groenlandia atravesaron un tramo de mar abierto, encontraron Helluland (costa este de la Isla de Baffin), Markland, (la costa del Labrador), el promontorio de Kjalarnes, Furðustrandir, Straumfjörð y por fin un lugar llamado Hóp, de clima menos riguroso («donde no cae nieve durante el invierno»). Sin embargo, después de varios años fuera de Groenlandia, optaron por regresar a sus hogares cuando se dieron cuenta de que, de lo contrario, enfrentarían un conflicto indefinido con los nativos.
Esta saga hace referencia al topónimo Vinland de cuatro formas. Primero, se identifica como la tierra encontrada por Leif Ericson. Karlsefni y sus hombres posteriormente encuentran «Vín-ber» cerca de Wonderstrands. Más tarde, la historia ubica a Vinland al sur de Markland, con el promontorio de Kjalarnes en su extremo norte. Sin embargo, también menciona que mientras estaban en Straumfjord, algunos de los exploradores deseaban ir en busca de Vinland al oeste de Kjalarnes.
Sin embargo, la costa oriental del actual Canadá se situaba a más de 1000 millas marítimas de Groenlandia, lo que suponía por lo menos tres semanas de viaje en barco. Dada la imposibilidad de navegar a no ser en el verano, y debido a las condiciones climáticas difíciles, Leif Eriksson rápidamente encontró la ventaja en establecer una base de invierno en la región. Leifbundir fue el nombre dado a esta colonia.

### Leifsbudir
La única fuente histórica que menciona la colonia de Leifbundir en Vinlandia son las sagas nórdicas, contemporáneas a las expediciones. De acuerdo con estos textos, Leifbundir fue fundada por Leif Eriksson, su hermano Thorvald, su hermana y su mujer, alrededor del año 1000. El lugar era descrito como una pequeña aldea destinada a servir de cuartel general a las expediciones que se retomarían en el verano. A falta de fuentes independientes y de vestigios vikingos en América del Norte, los historiadores se mantuvieron escépticos en lo referente a estas narraciones, clasificadas por algunos académicos como fantasías.
Si bien, la localización y características de los vestigios encontrados en L'Anse aux Meadows no concuerdan con lo descrito por los contemporáneos de Leif Eriksson, ante la ausencia de huertos o especies vegetales traídas de Europa, ni se ha localizado el cementerio donde las sagas dicen que enterraron a los fallecidos.

### Abandono
De acuerdo con las sagas, Vinlandia tenía todas las características de una tierra prometida. Sin embargo, las ideas de explotación y colonización fueron abandonadas al poco tiempo. Los motivos del abandono están descritos por los propios relatos contemporáneos: Vinlandia era la morada de un pueblo hostil con el cual los vikingos no consiguieron establecer relaciones pacíficas.
El primer contacto de los vikingos de Leifbundir con los nativos de Vinland se relata pormenorizadamente en las sagas. El campamento fue visitado por un grupo de 9 nativos, que los vikingos llamaban genéricamente Skræling (en islandés moderno: «bárbaros» o «extranjeros», una palabra también aplicada a los Inuit), de los cuales los vikingos mataron 8 por razones no especificadas. El noveno huyó y regresó en canoa acompañado de un grupo mayor que atacó a los colonos. En la lucha, murieron algunas personas de ambas partes, entre ellos Thorvald, hermano de Leif Eriksson. A pesar de este inicio poco propicio, fue posible establecer relaciones comerciales con los nativos, como el cambio de leche y tejidos nórdicos por pieles de animales locales. La paz duró algún tiempo hasta que comenzó una nueva batalla cuando un nativo intentó robar un arma y fue asesinado. Los vikingos consiguieron ganar este conflicto, pero el acontecimiento sirvió para que se dieran cuenta de que la vida en Vinlandia no sería fácil sin apoyo militar adecuado, del que no disponían. De acuerdo con la Saga de Erik y la Saga de los groenlandeses, decidieron entonces abandonar la aldea de Leifbundir y el sueño de colonizar Vinlandia.
A pesar del abandono, los nórdicos aparentemente continuaron visitando América del Norte, en particular la región de Markland. La última referencia a un viaje a Markland data de 1347, donde un barco llegó a Islandia después de haber sido desviado de su rumbo en su camino a casa desde Markland a Groenlandia con una carga de madera. Lo que implica que los groenlandeses continuaron utilizando Markland como fuente de madera durante varios siglos.

## L'Anse aux Meadows

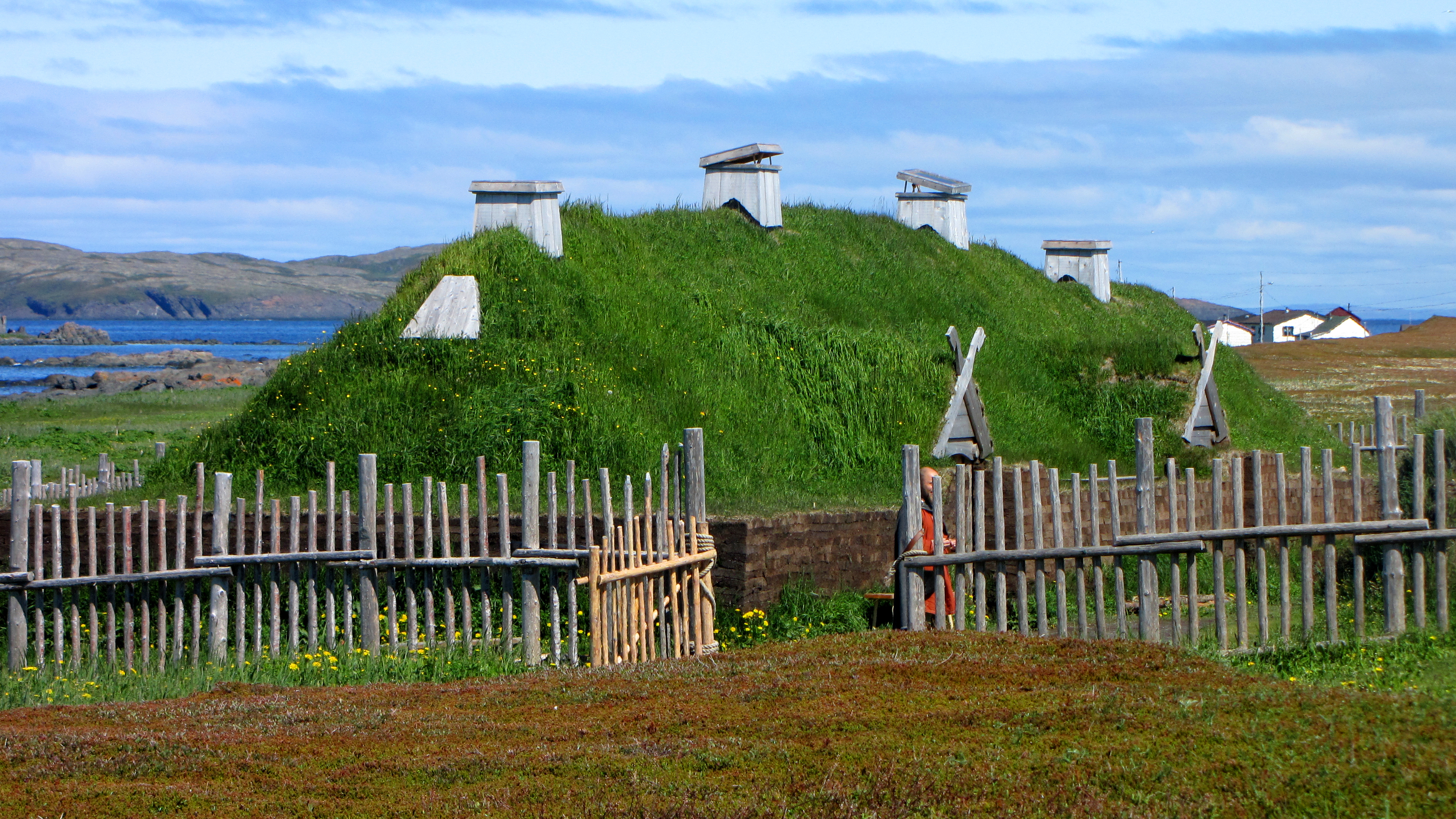
Una casa larga nórdica recreada, L'Anse aux Meadows, Terranova y Labrador, Canadá.

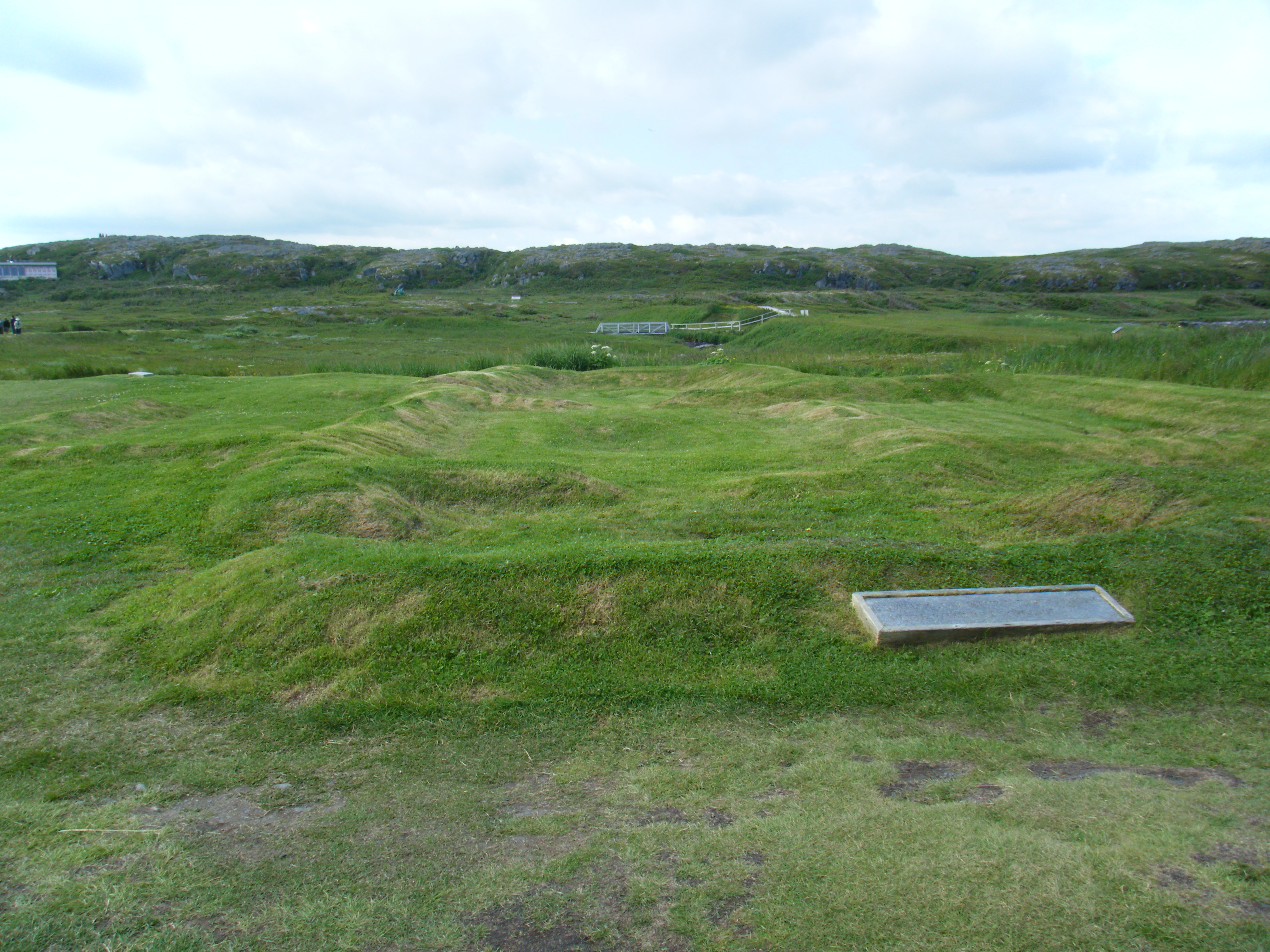
Los restos de siete edificios nórdicos en exhibición, descubiertos durante la excavación del sitio.

En 1960, un equipo de arqueólogos dirigidos por Anne Stine Ingstad descubrió restos de construcciones con planta cuadrada atribuidas a los nórdicos, en el área de L'Anse aux Meadows, en la costa septentrional de la isla de Terranova. El asentamiento estaba constituido por ocho edificios, de los cuales tres eran dormitorios con espacio para acoger a cerca de 80 personas, un taller de carpintería y una forja con tecnología de extracción de hierro, pero de las 150 dataciones por carbono-14 solo 55 lo han datado en torno al año 1000.
El asentamiento nórdico en L'Anse aux Meadows en un primer estudio se estimó que data de hace aproximadamente 1000 años (la datación por carbono se estima entre 990 y 1050 d. C.), una evaluación que concuerda con la datación relativa de los tipos de artefactos y estructuras. Un posterior estudio publicado en Nature de 2021, el cual utilizó varios análisis de radiocarbono de muestras de anillos de árboles y evidencias de la anomalía en las concentraciones atmosféricas de carbono 14 en el año 993, identificó el año 1021 como una fecha de actividad nórdica en L'Anse aux Meadows.
Las excavaciones revelaron la presencia de unos 99 clavos estropeados, un clavo en buenas condiciones, un broche de bronce, una piedra de afilar, una cuenta de vidrio y una aguja de tricotar. Otras cosas encontradas en el sitio consistieron en artículos nórdicos comunes y cotidianos, incluida una lámpara de aceite de piedra, una piedra de afilar, un alfiler de bronce, una aguja de tejer de hueso y parte de un eje. Las pesas de piedra, que se encontraron en el edificio G, pueden haber sido parte de un telar. La presencia del huso y la aguja sugiere que tanto mujeres como hombres habitaban el asentamiento.
No hay forma de saber cuántas personas vivían en el sitio en un momento dado; la evidencia arqueológica de las viviendas sugiere que tenía capacidad para albergar de 30 a 160 personas. La población total de Groenlandia en ese momento era de aproximadamente 2500, lo que significa que el sitio de L'Anse aux Meadows era menos del 10 por ciento del asentamiento nórdico en Groenlandia. Como señala Julian D. Richards: "Parece muy poco probable que los nórdicos tuvieran recursos suficientes para construir una serie de asentamientos de este tipo".
Los restos de comida incluyeron nueces, que son importantes porque no crecen naturalmente al norte de Nuevo Brunswick. Su presencia probablemente indica que los habitantes nórdicos viajaron más al sur para obtenerlas.
Existe evidencia que sugiere que los nórdicos cazaban una variedad de animales que habitaban el área. Estos incluían caribú, lobo, zorro, oso, lince, marta, todo tipo de aves y peces, focas, ballenas y morsas. Esta zona en la actualidad ya no es rica en caza debido en gran parte a los duros inviernos, obligando la migración hacia el sur mientras el viento, la nieve profunda y las capas de hielo cubren el área. Estas pérdidas hicieron que los duros inviernos fueran muy difíciles para los nórdicos en L'Anse aux Meadows, lo cual respalda las creencias de los arqueólogos de que el sitio fue habitado por los nórdicos durante un tiempo relativamente corto.
Algunos autores establecen que el asentamiento encontrado en L'Anse aux Meadows podría tratarse de Leifbundir (el campamento establecido por Leif Erikson), o tratarse de Straumfjörð, otro campamento establecido posteriormente por Þorfinnr Karlsefni, mencionado en la Saga de Erik el Rojo. Aunque si bien puede no tratarse de ninguno de los asentamientos planteados, las excavaciones parecen dar indicios de que se trataba de un establecimiento temporal, en contraste a los establecimientos permanentes que narran las sagas, recordando que las mismas no son consistentes en sus afirmaciones, y suelen mezclar lo mítico con la realidad.
Cabe destacar que pese a la presencia de una civilización europea en el continente, no hubo trascendencia alguna para las civilizaciones de América y Europa, el asentamiento fue efímero y no hubo un contacto influyente entre los nativos americanos y los exploradores nórdicos; algunos autores afirman que esto se debió a la pura casualidad.

### Posible asentamiento temporal
Eleanor Barraclough, profesora de historia y literatura medieval en la Universidad de Durham, sugiere que el sitio no era un asentamiento permanente, sino una instalación temporal de reparación de botes. Ella señala que no hay hallazgos de entierros, herramientas, agricultura o corrales de animales, lo que sugiere que los habitantes abandonaron el sitio de manera ordenada. Según un estudio de la Academia Nacional de Ciencias de Estados Unidos en el 2019, es posible que haya habido actividad nórdica en L'Anse aux Meadows durante un siglo.

## Controversia sobre la ubicación de Vinland

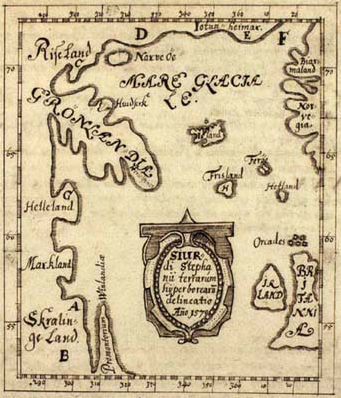
El mapa Skálholt de 1590 que muestra topónimos latinizados en nórdico en América del Norte:
- Tierra de los Risi (una ubicación mítica)
- Groenlandia
- Helluland (isla de Baffin)
- Markland (la península de Labrador)
- Tierra de los Skræling (ubicación indeterminada)
- Promontorio de Vinland (la Gran Península del Norte de la Isla de Terranova)

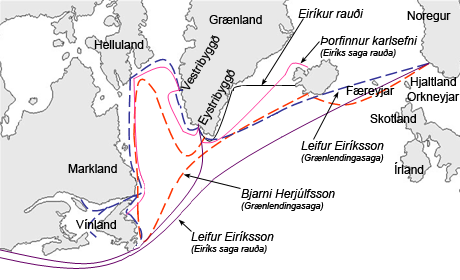
Rutas de navegación nórdicas medievales y geografía del Atlántico Norte, basadas en los textos de la saga (según Árni Ibsen, Svart á hvítu, 1987)

La definición de Vinland es algo esquiva. Según un artículo de 1969 de Douglas McManis en Annals of the Association of American Geographers.

El estudio de los primeros viajes nórdicos a América del Norte es un campo de investigación caracterizado por controversias y opiniones y conclusiones contradictorias, a menudo irreconciliables. Estas circunstancias resultan del hecho de que los detalles de los viajes existen solo en dos sagas islandesas que se contradicen entre sí en cuestiones básicas e internamente son vagos y contienen pasajes no históricos.

Esto le lleva a concluir que "no hay un Vinland, hay muchos Vinland". Según una respuesta de 1970 de Matti Kaups en la misma revista.

Ciertamente hay un Vinland simbólico como se describe y se ubica en la saga de Groenlandinga; lo que parece ser una variante de este Vinland se narra en la Saga de Erik el Rojo. Hay, por otro lado, numerosos Vinlands derivados más recientes, cada uno de los cuales en realidad no es más que una entidad espacial supuesta. (...) (por ejemplo, Vinland de Rafn, Vinland de Steensby, Vinland de Ingstad, etc.).

En términos geográficos, Vinland a veces se usa para referirse en general a todas las áreas de América del Norte más allá de Groenlandia que fueron exploradas por los nórdicos. En las sagas, sin embargo, a veces se indica que Vinland no incluye los territorios de Helluland y Markland, que también parecen estar ubicados en América del Norte más allá de Groenlandia. Además, algunas sagas establecen vínculos vagos entre Vinland y una isla o territorio al que algunas fuentes se refieren como Hvítramannaland.
Otra posibilidad es interpretar que el nombre de Vinland no se refiere a un lugar definido, sino a todos los lugares donde se puede encontrar viñas, es decir, entenderlo como un nombre común, Vinland, en lugar de un topónimo, Vinland. Los idiomas nórdico antiguo e islandés eran, y son, muy flexibles en la formación de palabras compuestas.
Los islandeses del siglo XVI se dieron cuenta de que el "Nuevo Mundo" que los geógrafos europeos llamaban "América" era la tierra descrita en sus Vinland Sagas. El mapa de Skálholt, dibujado en 1570 o 1590 pero que sobrevive solo a través de copias posteriores, muestra Promontorium Winlandiae ("promontorio/cabo/antepaís de Vinland") como un cabo estrecho con su extremo norte en la misma latitud que el sur de Irlanda. (Las escalas de grados en los márgenes del mapa son inexactas). Esta identificación efectiva del norte de Terranova con el extremo norte de Vinland fue retomada por eruditos escandinavos posteriores, como el obispo Hans Resen.
Aunque en general se acepta, según las descripciones de la saga, que Helluland incluye la isla de Baffin y Markland representa al menos la parte sur del Labrador moderno, ha habido una controversia considerable sobre la ubicación de los desembarcos y asentamientos nórdicos reales. La comparación de las sagas, como se resume a continuación, muestra que dan descripciones y nombres similares a diferentes lugares. Una de las pocas piezas de información razonablemente consistentes es que los viajes de exploración desde la base principal navegaron por las costas este y oeste de la tierra; este fue uno de los factores que ayudaron a los arqueólogos a ubicar el sitio en L'Anse aux Meadows, en la punta de la larga península norte de Terranova.
Erik Wahlgren examina la cuestión en su libro Los vikingos y América, y señala claramente que L'Anse aux Meadows no puede ser la ubicación de Vínland, ya que la ubicación descrita en las sagas tiene salmón en los ríos y el 'vínber'. (que significa específicamente 'uva', que según Wahlgren los exploradores estaban familiarizados y por lo tanto habrían reconocido), creciendo libremente. Trazando la superposición de los límites de los hábitats de la vid silvestre y el salmón salvaje, así como las pistas náuticas de las sagas, Wahlgren indica una ubicación en Maine o New Brunswick. Se arriesga a adivinar que Leif Erikson acampó en Passamaquoddy Bay y Thorvald Eriksson fue asesinado en la Bahía de Fundy.
Otras pistas parecen ubicar el asentamiento principal más al sur, como la mención de un invierno sin nieve y los informes en ambas sagas del hallazgo de uvas. Una indicación muy específica en la saga de los groenlandeses de la latitud de la base también ha sido objeto de mala interpretación. Este pasaje establece que en los días más cortos de pleno invierno, el sol todavía estaba sobre el horizonte en "dagmal" y "eykt", dos momentos específicos en el día nórdico. Carl Christian Rafn, en el primer estudio detallado de la exploración nórdica del Nuevo Mundo, "Antiquitates Americanae" (1837), interpretó estos tiempos como equivalentes a las 7:30 a. m. y las 4:30 p. m., lo que pondría a la base muy lejos, al sur de Terranova. Según la traducción de la saga de Sephton de 1880, Rafn y otros académicos daneses sitúan Kjalarnes en Cabo Cod, Straumfjörð en Bahía de Buzzards, Massachusetts, y Straumsey en Martha's Vineyard.
Sin embargo, un texto de ley islandés da una explicación muy específica de "eykt", con referencia a las técnicas de navegación nórdicas. Las ocho divisiones principales de la brújula se subdividieron en tres horas cada una, para hacer un total de 24, y "eykt" era el final de la segunda hora de la división suroeste. En términos modernos, serían las 3:30 p. m. para "Dagmal", la "comida del día". Se distingue específicamente del anterior, la hora del desayuno sería alrededor de las 8:30 a. m., en una región mucho más al norte.